# Hammarbydepån

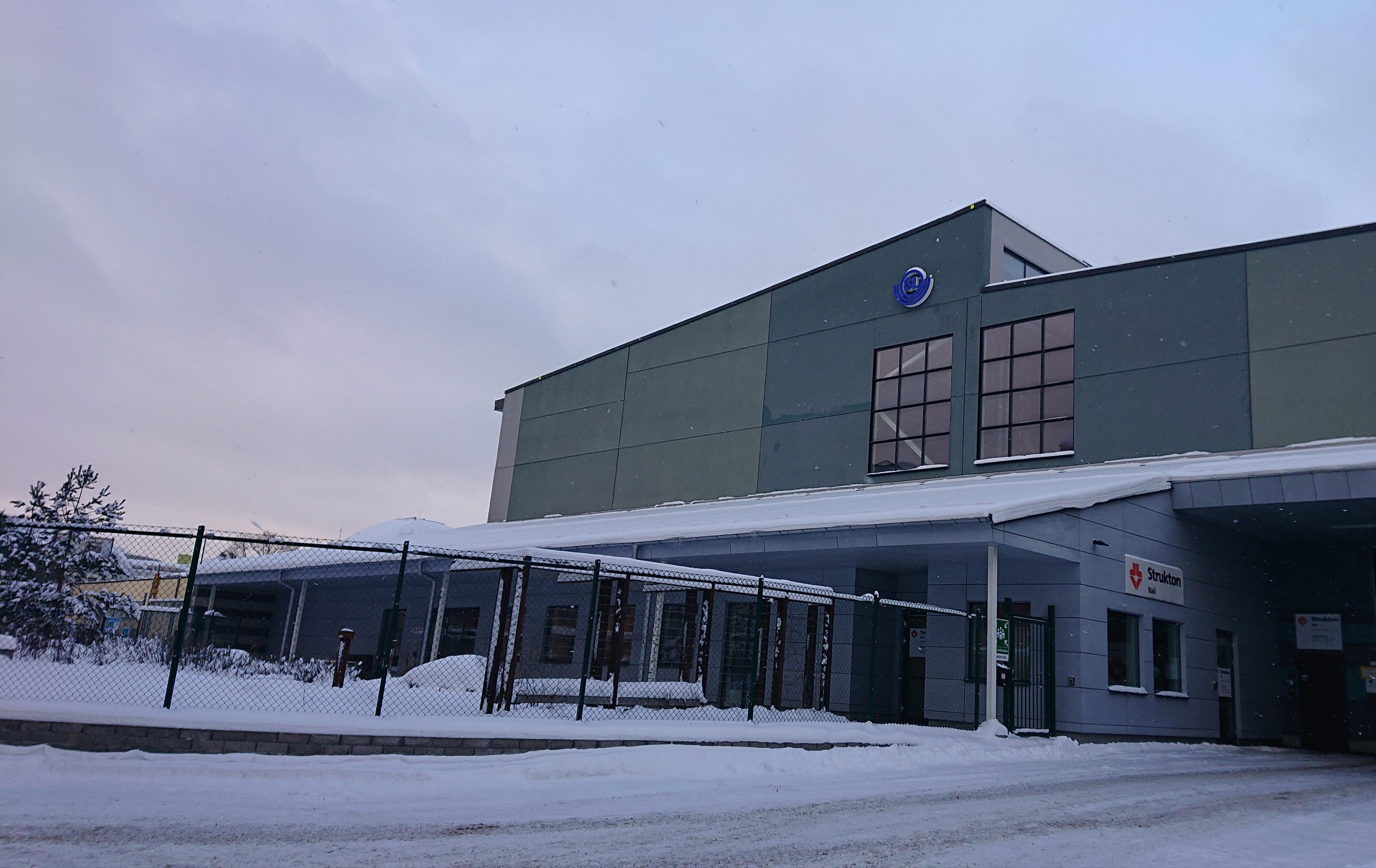
Entrén från Fyrvaktarkroken.

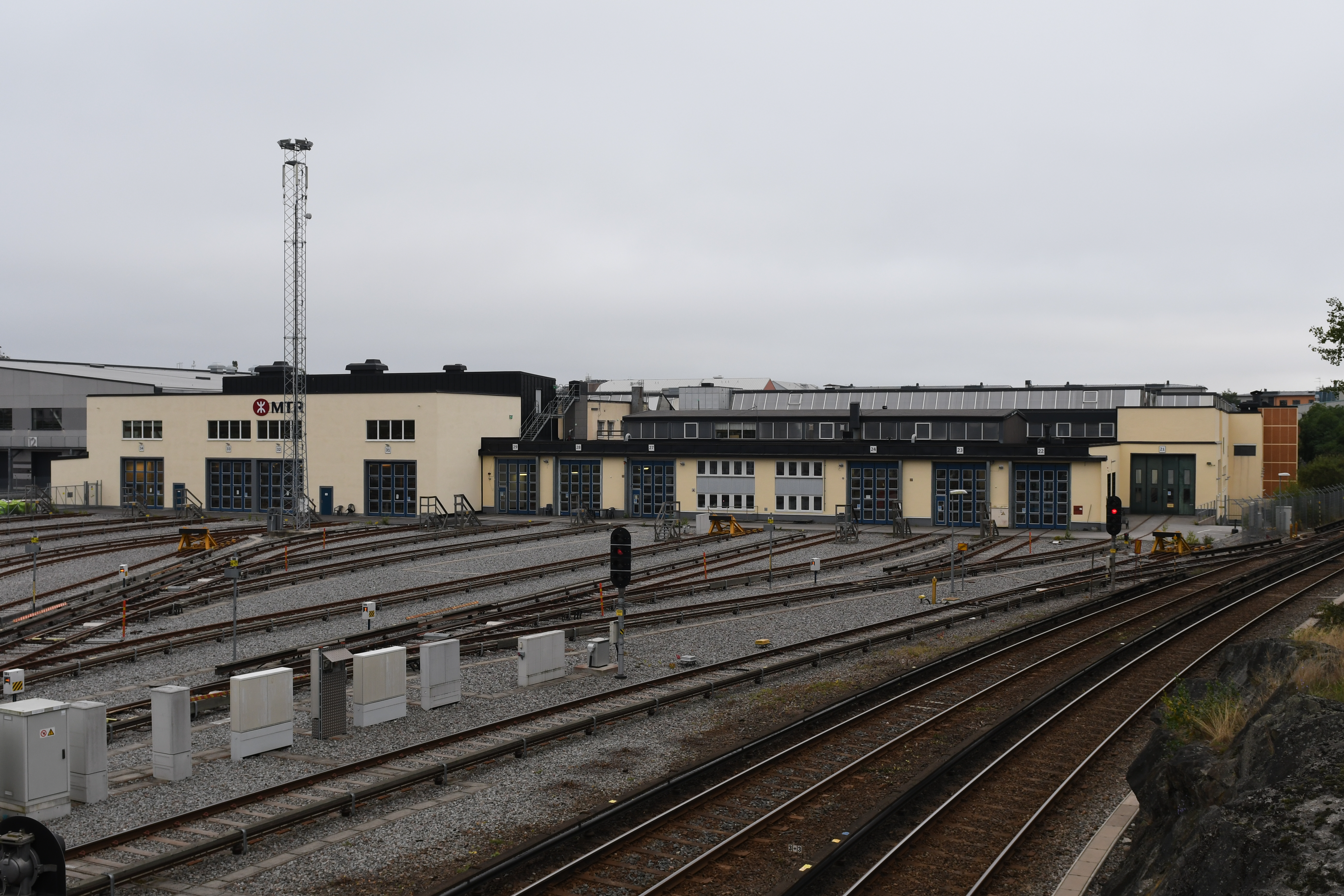
Hammarbydepån 2021.

Hammarbydepån är ett av Storstockholms Lokaltrafiks depåområden, beläget i stadsdelen Hammarbyhöjden i Söderort inom Stockholms kommun. Inom området bedrivs underhåll av fordon och anläggningar för Stockholms tunnelbana.

## Historia
Området, där Björkens koloniområde och en soptipp tidigare fanns övertogs på 1940-talet av dåvarande AB Stockholms Spårvägar. Den första delen av anläggningen togs i bruk år 1947 som bussgarage (upphört 1995). Garage för trådbuss 1950 - 1964. Hall för tunnelbanevagnar i samband med att sträckan Slussen - Hökarängen öppnades 1950. Huvudverkstad för Stockholms Spårvägar från 1953. Här inrymdes också kontorslokaler för olika tekniska verksamheter inom SL. Depåområdets tidigare södra del närmast Sofielundsvägen har avskiljts och bebyggts med bostadskvarter. Kontorsbyggnaden närmast station Blåsut är numera uthyrd till hyresgäster utanför SL:s verksamhetsområde.

## Centralverkstaden
I den västra delen av området längs med gröna linjens Farstagren togs 1953 en huvudverkstad för spårvägsbolagets fordon i bruk, då verksamheten flyttades från Råsunda. Här bedriver i dag underhållsbolaget MTR Tech underhåll av tunnelbanevagnar.

## Banunderhållsdepån
Den 1947 uppförda uppställningshallen för bussar och tunnelvagnar utmed Garagevägen i den östra delen av området revs under år 2012. På dess tidigare plats uppfördes under åren 2014 - 2016 en depå för banunderhåll med en yta om 17 000 m². Den ersätter ett banförråd, som tidigare legat i anslutning till Slakthusområdet. Den nya anläggningen innehåller 700 meter uppställningsspår för fordon som används för underhåll av framför allt tunnelbanan, samt förråd för komponenter som behövs för detta arbete. SL:s entreprenörer i anläggningen är Strukton Rail (banunderhåll) och Euromaint (fordonsunderhåll). Underhållsdepån invigdes den 28 maj 2016.

## Planer för huvudkontor
SL hade under 1980-talet långt framskridna planer att förlägga ett nytt huvudkontor till den södra delen av området, i anslutning till station Blåsut. Planerna skrinlades dock och man förlade i stället huvudkontoret till förhyrda lokaler i Globenområdet, senare flyttat till Lindhagensgatan.